# Chawat Sede Bar
Chawat Sede Bar (hebr.: חוות שדה בר, Chawat Sde Bar; ang.: Havat Sdeh Bar)  - nieautoryzowane osiedle żydowskie położone w Samorządzie Regionu Gusz Ecjon, w Dystrykcie Judei i Samarii, w Izraelu.

## Położenie
Osiedle jest położone w bloku Gusz Ecjon na Wyżynie Judzkiej, w pobliżu starożytnej twierdzy Herodion w Judei, w otoczeniu terytoriów Autonomii Palestyńskiej.

## Historia
Osadę założyli w 1988 żydowscy osadnicy.